# نظير اليود 131
نظير اليود 131 (I131) من النظائر المشعة الهامة لليود والمُكتشف من قبل جلين سيبورج وجون ليفنجود في عام 1938 في جامعة كاليفورنيا، بيركلي. نصف عمر تفككه الإشعاعي ثمانية أيام تقريبًا. وله دور بالطاقة النووية وإجراءات التشخيص والعلاج الطبي وإنتاج الغاز الطبيعي. ويلعب دورًا رئيسيًا أيضًا كنظير إشعاعي موجود في منتجات الانشطار النووي، وكان من العوامل المساهمة بشكل كبير في المخاطر الصحية الناتجة عن اختبار القنبلة الذرية في الهواء الطلق في الخمسينيات من القرن العشرين وكارثة تشيرنوبيل، بالإضافة إلى كونه جزءًا كبيرًا من مخاطر التلوث في الأسابيع الأولى من أزمة فوكوشيما النووية. والسبب أنّ نظير اليود 131 ناتج انشطار رئيسي لليورانيوم والبلوتونيوم، إذ يشتمل على ما يقارب 3٪ من إجمالي منتجات الانشطار (بالوزن). انظر إلى مقال عائد منتج الانشطار للمقارنة مع منتجات الانشطار المشعة الأخرى. نظير اليود 131 أيضًا منتج انشطاري رئيسي لليورانيوم 233، ناتج من الثوريوم.

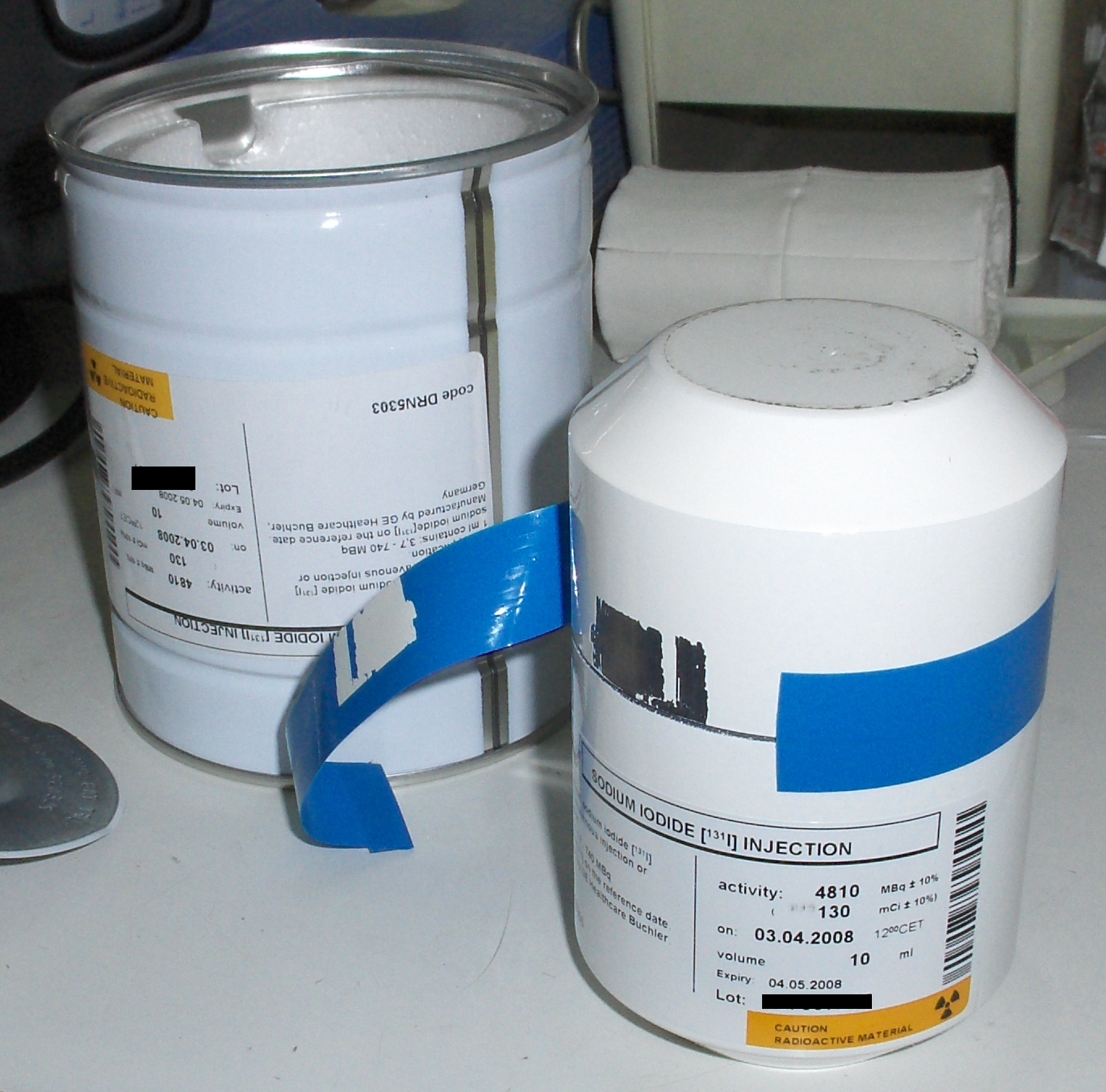

بسبب تفككه من نمط بيتا، نظير اليود 131 معروفٌ بالتسبب في طفرات وموت الخلايا التي يخترقها، وخلايا أخرى تصل إلى عدة ملليمترات. لهذا السبب، تكون الجرعات العالية من النظائر في بعض الأحيان أقل خطورة من الجرعات المنخفضة، لأنها تميل إلى قتل أنسجة الغدة الدرقية التي يمكن أن تصبح سرطانية نتيجة للإشعاع. على سبيل المثال، الأطفال الذين عُولِجوا بجرعة معتدلة من نظير اليود 131 لأورام الغدة الدرقية ازداد احتمال إصابتهم بسرطان الغدة الدرقية بشكل أمكن إثباته تشخيصيًا، ولكن الأطفال الذين عُولجوا بجرعة أعلى بكثير لم يُشاهد لديهم ذلك. وبالمثل، فشلت معظم الدراسات المتعلقة بالجرعة العالية جدًا لنظير اليود 131 عند علاج مرض جريفز في العثور على أي زيادة في سرطان الغدة الدرقية، على الرغم من وجود زيادة خطية في خطر الإصابة بسرطان الغدة الدرقية مع امتصاص نظير اليود 131 بجرعات معتدلة. وبالتالي، فإن اليود 131 أقل استخدامًا بشكل متزايد بالنسبة للجرعات الصغيرة في الاستخدام الطبي (خاصة عند الأطفال)، ولكن يُستخدم بشكل متزايد فقط في الجرعات العلاجية الكبيرة والقصوى، كوسيلة لقتل الأنسجة المستهدفة. يُعرف هذا بـ«الاستخدام العلاجي».
يمكن «رؤية» نظير اليود 131 بواسطة تقنيات تصوير الطب النووي (أي كاميرات غاما) كلما أُعطي للاستخدام العلاجي، إذ أن حوالي 10٪ من طاقته وجرعة إشعاعه تتم عن طريق إشعاع غاما. ومع ذلك، بما أن 90٪ الأخرى من الإشعاع (إشعاع بيتا) تتسبب في تلف الأنسجة دون المساهمة في أي قدرة على رؤية أو «تصوير» النظير، فإن النظائر المشعة الأخرى لليود والأقل ضررًا مثل نظير اليود 123 (انظر نظائر اليود) مفضّلة في الحالات التي يكون فيها التصوير النووي هو المطلوب فقط. بقي استخدام نظير اليود 131 أحيانًا للاستخدام التشخيصي البحت (أي التصوير)، بسبب انخفاض تكلفته مقارنة بالنظائر المشعة اليودية الأخرى. لم تُظهِر جرعات التصوير الطبية الصغيرة جدًا من نظير اليود 131 أي زيادة في نسبة حدوث سرطان الغدة الدرقية. يرجع التوافر منخفض التكلفة لنظير اليود 131 بدوره، إلى السهولة النسبية لإنشاء نظير اليود 131عن طريق قصف النيوترون للتيلوريوم الطبيعي في مفاعل نووي، ثم يُفصل نظير اليود 131عن طريق طرق بسيطة مختلفة (مثلًا التسخين لإخراج اليود المتطاير). على النقيض من ذلك، عادة ما تُنشأ نظائر مشعة أخرى من اليود بواسطة تقنيات أكثر تكلفة بكثير، بدءًا من إشعاع المفاعل لكبسولات باهظة الثمن من غاز الزينون المضغوط.
يعتبر نظير اليود 131 أيضًا واحدًا من أكثر أجهزة التتبع الصناعية المشعة ذات الإشعاع غاما. تُحقن نظائر التتبع المشعة بسائل تكسير هيدروليكي لتحديد ملف الحقن وموقع الكسور الناتجة عن التكسير الهيدروليكي.
من المفترض أن تكون بعض الجرعات العرضية الصغيرة من اليود 131 مقارنة بتلك المستخدمة في الإجراءات العلاجية الطبية، المسبب الرئيسي لزيادة سرطانات الغدة الدرقية بعد التلوث النووي العرضي. تفترض هذه الدراسات أن السرطانات تحدث بسبب أذية الإشعاع الناجم عن نظير اليود 131 للأنسجة المتبقية، ويجب أن تظهر في الغالب بعد سنوات من التعرض، بعد فترة طويلة من تفكك نظير اليود 131.  لم تجد دراسات أخرى علاقة بينهما.

## الاستخدام الطبي

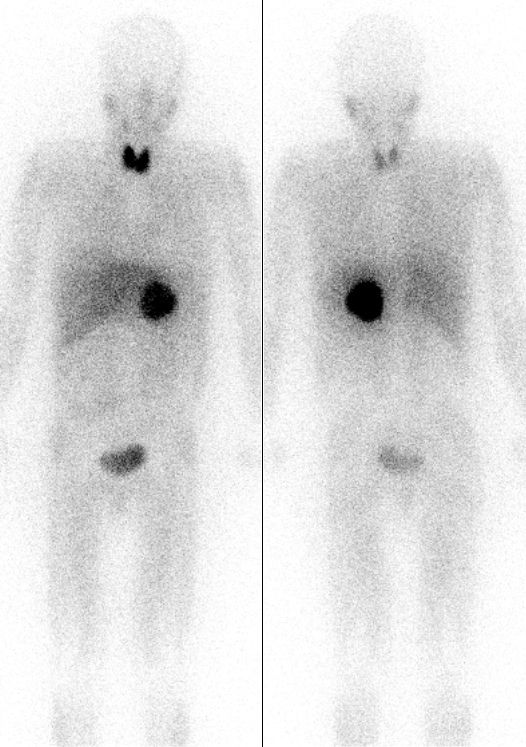
فحص ورم القواتم.

يُستخدم نظير اليود 131 في العلاج الإشعاعي ذو المصدر غير المغلق في الطب النووي لعلاج حالات عديدة. يمكن أيضًا رصده بواسطة كاميرات غاما للتصوير التشخيصي، ولكن نادرًا ما يُعطى بهدف التشخيص فقط، إذ عادة ما يُجرى التصوير بعد جرعة علاجية. يُستخدم نظير اليود 131 كملح يوديد للاستفادة من آلية امتصاصه بواسطة الخلايا الطبيعية للغدة الدرقية.

### علاج التسمم الدرقي
تشمل الاستخدامات الرئيسية لنظير اليود 131 علاج التسمم الدرقي (فرط نشاط الغدة الدرقية) بسبب مرض جريفز، وعقيدات الغدة الدرقية المفرطة النشاط أحيانًا (أنسجة الغدة الدرقية النشطة بشكل غير طبيعي وغير الخبيثة). أُبلغ عن الاستخدام العلاجي لليود المشع لعلاج فرط نشاط الغدة الدرقية لمرض جريفز لأول مرة من قبل سول هرتز في عام 1941. عادة ما تُعطى الجرعة عن طريق الفم (إما كسائل أو كبسولة)، في العيادات الخارجية، وعادة ما تكون 400-600 ميغا بيكريل. يمكن أن يؤدي اليود المشع (نظير اليود 131) لوحده إلى تفاقم التسمم الدرقي في الأيام القليلة الأولى بعد العلاج. أحد الآثار الجانبية للعلاج هو الفترة الأولية من تفاقم أعراض فرط نشاط الغدة الدرقية لبضعة أيام. يحدث هذا عند تدمير اليود المشع لخلايا الغدة الدرقية، فتُطلق هرمون الغدة الدرقية في مجرى الدم. لهذا السبب، يُعالج المرضى في بعض الأحيان بشكل مسبق بأدوية ثيروستاتيك مثل ميثيمازول، و/أو يُعالجوا بأدوية مخففة للأعراض مثل بروبرانولول. يُمنع استخدام العلاج باليود المشع في حالات الرضاعة الطبيعية والحمل.

### علاج سرطان الغدة الدرقية
يستخدم نظير اليود 131، بجرعات أعلى من التسمم الدرقي، لاستئصال أنسجة الغدة الدرقية المتبقية بعد الاستئصال الجراحي الكامل للغدة الدرقية عند علاج سرطان الغدة الدرقية.

#### إعطاء نظير اليود 131 بهدف الاستئصال
تتراوح الجرعات العلاجية النموذجية من نظير اليود 131 بين 2220-7400 ميغا بيكريل. بسبب هذا النشاط الإشعاعي العالي ولأن تعرض أنسجة المعدة لإشعاع بيتا سيكون مرتفعًا بالقرب من كبسولة غير محلولة، يُعطى نظير اليود 131 أحيانًا للمرضى ضمن كمية صغيرة من السائل. عادة ما يُعطى هذا الشكل السائل عن طريق مصاصة بهدف امتصاص السائل ببطء وحذر من علبة عازلة. لإعطائه للحيوانات (على سبيل المثال، القطط المصابة بفرط نشاط الغدة الدرقية)، لأسباب عملية، يجب إعطاء النظائر عن طريق الحقن. توصي المبادئ التوجيهية الأوروبية بإعطائه بشكل كبسولة، بسبب «سهولة استخدامها بشكل أكبر للمريض وتأمينها حماية أعلى من الإشعاع لمقدمي الرعاية الطبية».